# David Fisher
David Fisher (ur. 13 kwietnia 1929, zm. 10 stycznia 2018) – brytyjski pisarz i scenarzysta.

## Życiorys
Był autorem m.in. scenariuszy do serialu Doctor Who, nadawanego przez telewizję BBC oraz książki zatytułowanej Magik wojenny, której ekranizacja ukazała się w roku 2005.